# Fumi Mini Nakamura
 Der er for få eller ingen kildehenvisninger i denne artikel, hvilket er et problem. Du kan hjælpe ved at angive troværdige kilder til de påstande, som fremføres i artiklen.

Fumi Mini Nakamura (1984) er en japansk-født freelance illustrator, kunstner og designer, og er bosiddende i New York.
Hun flyttede til USA som 12-årig, og hendes opvækst i den japanske landsby Shimizu har påvirket hendes kunstneriske virke. Hendes tegninger er naturalistiske, ofte med et dystert præg, med mange motiver fra fugle- og planteverden.
Ud over tegninger har Fumi Mini Nakamura også leveret illustrationer til tøj og interiør. Senest har hun designet et par sko fra tøjmærket Puma.